# Johannes Wennecker der Ältere
Johannes Wennecker der Ältere O.S.A., auch Johannes von Meppen d. Ä., († 1472 oder 1469) war Augustinermönch, Weihbischof in Münster und Titularbischof von Larissa in Syria.
Wennecker war Mitglied des Augustinerordens. Es heißt, dass er in Erfurt und in Bologna studiert und den Doktorgrad erhalten habe. Er soll dem Kloster dieses Ordens in Osnabrück angehört haben und später Prior gewesen sein und zudem unterrichtet haben. In Münster gehörte ihm 1453 ein Haus im Kirchspiel St. Aegidi. 1454 oder 1458 wurde Wennecker zum Weihbischof in Münster und zum Titularbischof von Larissa in Syrien ernannt.

## Weihehandlungen
- 1458: Marienfelder Altar im Kloster Marienfeld